# Néziha Mezhoud
Néziha Mezhoud est une femme politique tunisienne.

## Biographie
Elle préside l‘Union nationale de la femme tunisienne de 1988 à 1992. Elle est nommée secrétaire d'État auprès du ministre des Affaires sociales, chargée de la Promotion sociale, le 17 août 1992, avant de devenir ministre déléguée auprès du Premier ministre, chargée des Affaires de la femme et de la Famille, le 6 août 1993.
Elle est vice-présidente de la section tunisienne de la Fédération mondiale des associations pour les Nations unies,.